# La diciottesima luna
La diciottesima luna (Beautiful Chaos) è un romanzo dark fantasy scritto da Kami Garcia e Margaret Stohl e pubblicato negli Stati Uniti il 18 ottobre 2011 da parte della casa editrice Little, Brown and Company. È il terzo libro della serie The Caster Chronicles, e prosegue il racconto degli eventi narrati ne La diciassettesima luna. Ha debuttato in quarantacinquesima posizione nella classifica dei bestseller di USA Today.

## Trama
Lena e Ethan sono nuovamente una coppia, ma l'aver rivendicato sia la Luce che l'Oscurità durante la diciassettesima luna ha avuto gravi ripercussioni sull'Ordine delle cose. Nel frattempo, Ethan si ritrova a cambiare lentamente. Non riesce a mangiare senza sentirsi nauseato, inizia a sentire voci, vedere misteriose scritte e i suoi sogni gli rendono impossibile dormire. Quando Ethan inizia a perdere lentamente i suoi ricordi e a vedere uno sconosciuto nel suo specchio, Amma reagisce in modo anormale e si allontana per visitare un veggente. Sospettosi, Ethan e Link la seguono, scoprendo che, durante la resurrezione di Ethan la sua anima è stata riportata indietro troppo rapidamente dividendosi in due. Parte della sua anima risiede nell'inferno e, a meno che Ethan non riunisca le due parti, il suo cambiamento continuerà sino a che il ragazzo non si perderà completamente.
Mentre il caos a Gatlin aumenta, Ethan e Lena cercano di trovare un modo per salvare la città. Scoprono che "Colui che è Due" deve essere sacrificato affinché l'Ordine venga riportato in equilibrio. Inizialmente credono che questa persona sia Lena, poiché ha rivendicato sia la Luce che l'Oscurità, solo per scoprire che non può essere lei perché è destinata a legare il nuovo Ordine una volta che questa persona viene sacrificata. I sospetti a quel punto cadono su John e il gruppo si reca alla torre dell'acqua della città affinché John possa suicidarsi. Una volta lì, John saluta brevemente Liv, di cui si è innamorato, prima di saltare dalla torre ma viene bloccato all'ultimo dopo che una visione di Ethan rivela che non è lui la persona da sacrificare.
Viene infine rivelato che la persona da sacrificare per ripristinare l'Ordine è in realtà Ethan, per la disperazione di Lena. Ethan, rassegnato al suo destino passa un'ultima notte con Lena, donandole prima di lasciarla la mappa dei luoghi che aveva pianificato di visitare, mentre Lena gli dona la sua collana dei ricordi. Ethan si avvia quindi alla torre con John per compiere il suo destino, ma qui incontra Amma che dichiara di voler assistere al compimento del destino del ragazzo.
Amma tenta più volte di salvare Ethan usando il suo potere e quello dei suoi antenati, ma viene interrotta dall'arrivo di Macon e dei Grandi che le voltano le spalle facendola desistere. Ethan sale quindi sulla torre dell'acqua e cerca di saltare, ma viene fermato dall'altra metà della sua anima. I due combattono sino a cadere dalla torre schiantandosi sul terreno; l'ultimo pensiero di Ethan prima dell'impatto è per Lena.